# Серен триоксид
Серен триоксид е химично съединение с формула SO3. Той е газ и е основният елемент в киселинните дъждове. Също и в получаването на сярна киселина. Над 44,8 °С лесно се изпарява, а при температура под 16,8 °С се превръща в кристална ледоподобна маса. Често се доставя с инхибитор за предотвратяване на полимеризация. Реагира бурно с вода, като образува сярна киселина и отделя топлина.

## Химични реакции
SO3 е анхидрид на H2SO4. Реакцията протича по следния начин:
SO3 (g) + H2O (l) → H2SO4
Реакцията протича бързо, екзотермично и бурно, което не позволява използването ѝ за мащабно производство.
Серният триоксид реагира със серен дихлорид, за да се получи реактивът тионилхлорид.
SO3 + SCl2 → SOCl2 + SO2
SO3 е силна киселина. Лесно образуват кристални комплекси с пиридин, диоксан и триметиламин, които могат да бъдат използвани за процеса сулфониране.

## Безопасност
Серният триоксид причинява изгаряния на очите и кожата. Поглъщането причинява тежки изгаряния на устата, хранопровода и стомаха. Парите са много токсични при вдишване. Съществува риск от пожар при контакт с органични материали като дърво, памук, фазер и др. Със SO3 трябва да се работи изключително внимателно, тъй като реагира бързо с вода и се получава силно разяждаща сярна киселина.
1. ↑  SULFUR TRIOXIDE //  PubChem.   Посетен на 5 октомври 2016 г. (на английски)